# فرودگاه چارلویل
فرودگاه چارلویل (به انگلیسی: Charleville Airport) یک فرودگاه همگانی با کد یاتا CTL است که یک باند فرود آسفالت دارد و طول باند آن ۱۵۲۴ متر است. این فرودگاه در کشور استرالیا قرار دارد و در ارتفاع ۳۰۶ متری از سطح دریا واقع شده‌است.

## شرکت‌های هواپیمایی و مقصدهای پروازی
| شرکت‌های هواپیمایی                      | مقصدهای پروازی                                                           |
| -------------------------------------- | ------------------------------------------------------------------------ |
| کانتاس‌لینک اجرا توسط سان‌استیت ایرلاینز | بریزبن، روما                                                             |
| رجیونال اکسپرس ایرلاینز                | بدوری، بیردسویل، Boulia، بریزبن، ماونت آیزیا، کویلپی، Toowoomba، ویندورا |

Regular services operated under contract to the دولت کوئینزلند. Services اجرا توسط Skytrans will be taken over by رجیونال اکسپرس ایرلاینز from ۱ ژانویه ۲۰۱۵.